# Saint-Just-la-Pendue
Saint-Just-la-Pendue é uma comuna francesa na região administrativa de Auvérnia-Ródano-Alpes, no departamento de Loire. Estende-se por uma área de 19,88 km². Em 2010 a comuna tinha 1 684 habitantes (densidade: 84,7 hab./km²).